# Ботино (Шатура)
Ботино — упразднённая в 2004 году деревня. Сейчас — микрорайон и одноимённая улица города Шатура Московской области, расположенное примерно в 2,5 км на восток от центра города

## Топоним
Изначально — Перинская.
На карте 1933 года уже подписана, как Ботино.

## География
Расположен микрорайон в Мещёрской низменности.

## История
Возникла как деревня Перинская.
После отмены крепостного права деревня вошла в состав Лузгаринской волости.
В годы строительства Большой Шатуры население работало на торфодобычах при Петровско-Кобелевском торфопредприятии, снабжавшем топливом электростанцию.
В 2004 году, наряду с поселком Керва, включёна в черту города Шатуры.

## Население
| 2002 |
| ---- |
| 201  |

## Инфраструктура
В 1950-х годах при деревне построена мебельная фабрика, которая уже в 1961 году начала работу.

## Транспорт
Связана с Шатурой казанским железно-дорожным направлением. 